# Pituffik
Pituffik (a circa 76°32′N 68°45′W) era il villaggio di cacciatori Inuit più a nord della Groenlandia, finché gli Stati Uniti d'America ricevettero il permesso di costruire la base aerea Thule nel 1951. Nel 1953, tutti i residenti di Pituffik furono costretti a spostarsi a 130 km a nord, nella nuova città di Qaanaaq, conosciuta comunemente al tempo come "Nuova Thule". Pituffik è anche l'unico villaggio groenlandese (al di fuori del parco nazionale della Groenlandia nordorientale) che non appartiene a nessun comune: Pituffik è infatti un'area non incorporata, un'enclave all'interno del comune Avannaata. La popolazione era di 235 persone nel gennaio 2005.

Comune di Avannaata, di cui Pituffik è un'enclave.